# Partido Republicano da Albânia
O Partido Republicano da Albânia (em albanês: Partia Republikane e Shqipërisë) é um partido político de direita da Albânia fundado em 10 de janeiro de 1991. Atualmente o partido é liderado por Fatmir Mediu.
Após a última eleição parlamentar albanesa de 2021, o partido voltou a integrar o Parlamento da Albânia ao conseguir eleger 3 deputados. Compõe o bloco oposicionista ao atual governo de centro-esquerda liderado por Edi Rama, líder do Partido Socialista da Albânia.

## Resultados eleitorais
| Data | Votos                                                                    | %                                                                        | +/-                                                                      | Deputados | +/-  | Status            |
| ---- | ------------------------------------------------------------------------ | ------------------------------------------------------------------------ | ------------------------------------------------------------------------ | --------- | ---- | ----------------- |
| 1991 | 27 393                                                                   | 1.47%                                                                    | Novo                                                                     | 0 / 140   | Novo | Extra-parlamentar |
| 1992 | 52 477                                                                   | 2.89%                                                                    | 1.42%                                                                    | 1 / 140   | 1    | Independente      |
| 1996 | 94 567                                                                   | 5.74%                                                                    | 2.85%                                                                    | 3 / 140   | 2    | Independente      |
| 2001 | Integrante da coalizão União para a Vitória                              | Integrante da coalizão União para a Vitória                              | Integrante da coalizão União para a Vitória                              | 5 / 140   | 3    | Oposição          |
| 2005 | 272 746                                                                  | 19.96%                                                                   | 14.22%                                                                   | 11 / 140  | 6    | Governo           |
| 2009 | 31 990                                                                   | 2.11%                                                                    | 12.11%                                                                   | 1 / 140   | 10   | Governo           |
| 2013 | Integrante da coalizão Aliança para o Emprego, Prosperidade e Integração | Integrante da coalizão Aliança para o Emprego, Prosperidade e Integração | Integrante da coalizão Aliança para o Emprego, Prosperidade e Integração | 3 / 140   | 2    | Oposição          |
| 2017 | 3 225                                                                    | 0.20%                                                                    | 2.82%                                                                    | 0 / 140   | 3    | Extra-parlamentar |
| 2021 | Integrante da coalizão Aliança pela Mudança                              | Integrante da coalizão Aliança pela Mudança                              | Integrante da coalizão Aliança pela Mudança                              | 3 / 140   | 3    | Oposição          |